# Close-Up (film)
Close-Up (în persană کلوزآپ ، نمای نزدیک, Klūzāp, nemā-ye nazdīk) este un documentar iranian din 1990, scris, regizat și editat de Abbas Kiarostami. Filmul spune povestea lui Hossein Sabzian, un bărbat care l-a imitat pe regizorul Mohsen Makhmalbaf și a păcălit o familie făcându-i să creadă că vor juca în noul său film. Regizorul a primit permisiunea de a filma procesul istoric; cu acordul lor, i-a prezentat pe oamenii implicați în reconstituirea anumitor evenimente care au precedat acesta. Toți se „joacă” pe ei înșiși. Prin această lucrare despre identitatea umană, Kiarostami a câștigat o recunoaștere internațională mai largă.
Close-Up este considerat unul dintre cele mai mari filme din toate timpurile; în sondajul Sight & Sound din 2012, a fost votat de critici drept unul dintre „Cele mai mari 50 de filme din toate timpurile”. În sondajul criticilor Sight and Sound din 2022, a fost clasat pe locul 17 în topul celor mai mari filme din toate timpurile.

## Rezumat
Hossain Sabzian este un cinefil și, în special, un mare fan al popularului regizor iranian Mohsen Makhmalbaf. Într-o zi, Sabzian călătorește cu autobuzul cu un exemplar al scenariului publicat al filmului regizorului, Ciclistul. O femeie pe nume doamna Ahankhah stă lângă el și dezvăluie că este fană a filmului. Sabzian îi spune că el însuși este Makhmalbaf, creatorul, și află că și fiii ei sunt interesați de film.
Dându-se drept Makhmalbaf, Sabzian vizitează familia Ahankhah de mai multe ori în următoarele două săptămâni. Îi flatează spunându-le că vrea să le folosească casa în următorul său film și pe fiii lor ca actori. De asemenea, împrumută 1.900 de tomani de la unul dintre fii pentru taxa de taxi. Tatăl, domnul Ahankhah, începe să-l suspecteze ca fiind un impostor care încearcă să-i jefuiască, mai ales când vede o fotografie dintr-o revistă care îl arată pe Makhmalbaf ca un bărbat mai tânăr, cu părul mai închis la culoare. Îl invită pe un jurnalist, Hossain Farazmand, în casă, care confirmă că Sabzian este într-adevăr un impostor.
Poliția vine să-l aresteze pe Sabzian, iar Farazmand face mai multe fotografii pentru viitorul său articol, intitulat „Falsul Makhmalbaf arestat”.
Kiarostami îl vizitează pe Sabzian în închisoare și ajută la avansarea datei procesului său, primind totodată permisiunea judecătorului de a filma procesul. Sabzian este judecat sub acuzația de fraudă și tentativă de fraudă. El mărturisește că s-a dat drept Makhmalbaf datorită iubirii sale profunde pentru filmele bărbatului și pentru cinematografia ca artă. Spune că se simte văzut în propria suferință prin aceste filme. Fiul lui Ahankhah povestește vizitele lui Sabzian, deoarece familia a început să-l suspecteze ca impostor.
Având în vedere că Sabzian este un tată tânăr fără antecedente penale și își exprimă regretul pentru acțiunile sale, judecătorul întreabă familia dacă ar fi dispusă să-l grațieze pe Sabzian. Aceștia sunt de acord în schimbul angajamentului lui Sabzian de a deveni un membru productiv al societății.
După proces, regizorul Makhmalbaf îl întâlnește pe Sabzian și îl duce cu mașina la casa familiei Ahankhah; echipa lui Kiarostami îl urmează. Când îl întâlnesc din nou pe domnul Ahankhah, acesta spune despre Sabzian: „Sper că va fi bun acum și că ne va face mândri de el”.

## Distribuție
- Hossain Sabzian - propriul rol
- Mohsen Makhmalbaf - propriul rol
- Abbas Kiarostami - propriul rol
- Abolfazl Ahankhah - propriul rol
- Mehrdad Ahankhah - propriul rol
- Monoochehr Ahankhah - propriul rol
- Mahrokh Ahankhah - propriul rol
- Haj Ali Reza Ahmadi - propriul rol, Judecătorul
- Nayer Mohseni Zonoozi - propriul rol
- Ahmad Reza Moayed Mohseni - propriul rol, un prieten de familie
- Hossain Farazmand - propriul rol, reporter
- Hooshang Shamaei - propriul rol, șofer de taxi
- Mohammad Ali Barrati - propriul rol, un soldat
- Davood Goodarzi - propriul rol, sergent
- Hassan Komaili - propriul rol, grefier judiciar
- Davood Mohabbat - propriul rol, grefier judiciar[5]

## Receptare critică
Când filmul a avut premiera în Iran, recenziile au fost aproape în totalitate negative. Filmul a primit prima apreciere în străinătate. Criticul de film Stephen Holden de la New York Times a numit filmul „genial”, remarcând „stilul său cinema-verite radical monoton, care ajută la estomparea oricărei diferențe dintre ceea ce este real și ceea ce este reconstruit”.
În 2010, criticul Dennis Lim de la Los Angeles Times a descris filmul ca fiind elocvent și direct, spunând că oferă „o fereastră către psihicul unui om complicat și către realitatea socială și culturală a Iranului”. În 2022, filmul a fost clasat pe locul 17 în sondajul criticilor realizat de British Film Institute despre BFI Top 50 Greatest Films of All Time.

## Influența
La cinci ani după „Close-up”, Muslem Mansouri și Mahmoud Chokrollahi au scris și regizat documentarul Close-up Long Shot (în persană کلوزآپ نمای دور sau transliterat Klūzāp nemā-ye dūr). În el, Sabzian vorbește despre pasiunea sa pentru cinema, despre imitarea lui Makhmalbaf și despre cum s-a schimbat viața sa de când a lucrat cu Kiarostami.  Filmul a avut premiera la al 14-lea Festival Internațional de Cinema Giovani, din Torino în noiembrie 1996, unde a câștigat Premiul Fipresci – mențiune specială.
Scurtmetrajul italian Ziua de deschidere a Close-Up (1996) al lui Nanni Moretti urmărește un proprietar de cinema în timp ce se pregătește să prezinte filmul lui Kiarostami la cinematograful său independent.
Videoclipul muzical din 2007 al lui Marcus Söderlund pentru piesa „A New Chance” a duetului suedez The Tough Alliance aduce un omagiu filmului lui Kiarostami. Are o reproducere aproape cadru cu cadru a unei scene care urmărește două personaje pe o motocicletă.
Într-un interviu pentru ediția Criterion a filmului din 2019, Rolling Thunder Revue, regizorul Martin Scorsese l-a menționat pe Kiarostami ca fiind principala sa influență.
În 2012, regizorul Ashim Ahluwalia a inclus filmul în topul său personal (pentru sondajul The Sight & Sound, Top 50 Greatest Films of All Time), scriind: „O reconstituire a unei reconstituiri a unei reconstituiri, «Close Up» distruge în esență însăși conceptul de «documentar» și totuși este unul dintre cele mai bune realizate vreodată.”

## Urmări
În 2006, Hossain Sabzian a murit la vârsta de 52 de ani în urma unui atac de cord. A suferit insuficiență respiratorie în metroul din Teheran în august, a intrat în comă și a murit pe 29 septembrie.

## Premii
- 1990: Festivalul Internațional de Cinema și Video Nou de la Montreal: Premiul Criticilor de Film din Quebec
- 1992: Festivalul Internațional de Film de la Istanbul: Premiul FIPRESCI